# آشیانه (هواگردها)

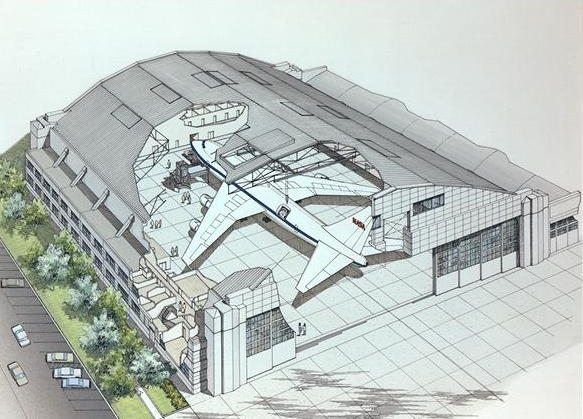
برشی از یک آشیانه.

آشیانه ساختمانی جهت نگهداری هواپیما، بالگرد و دیگر هواگردها است.
بیشتر آشیانه‌های مدرن از فلز ساخته می‌شوند ولی آشیانه‌ها را از چوب و بتن نیز می‌سازند. آشیانه‌ها هواپیماها را در مقابل هوا و تابش خورشید حفظ می‌کنند. آشیانه‌ها می‌توانند به‌عنوان کارگاه تعمیراتی یا مونتاژ استفاده گردند. کاربرد دیگر آنها مخفی نگه داشتن هواپیماها از هواپیماهای جاسوسی و ماهواره هاست. همچنین به کریدورها یا دهلیزهای نگهداری هواپیماها در ناوهای هواپیمابر آشیانه گفته می‌شود.

## نگارخانه

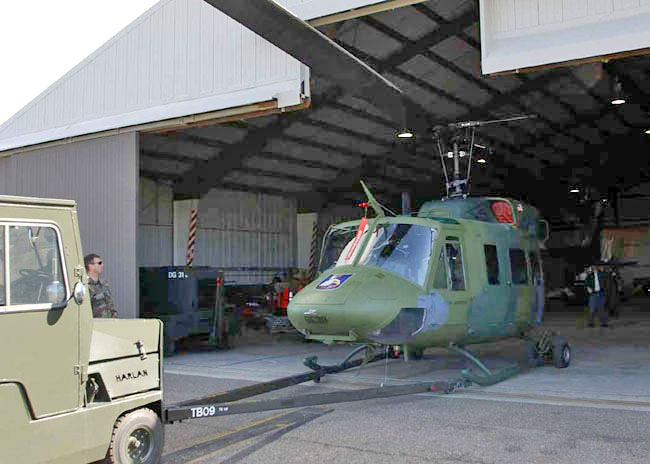
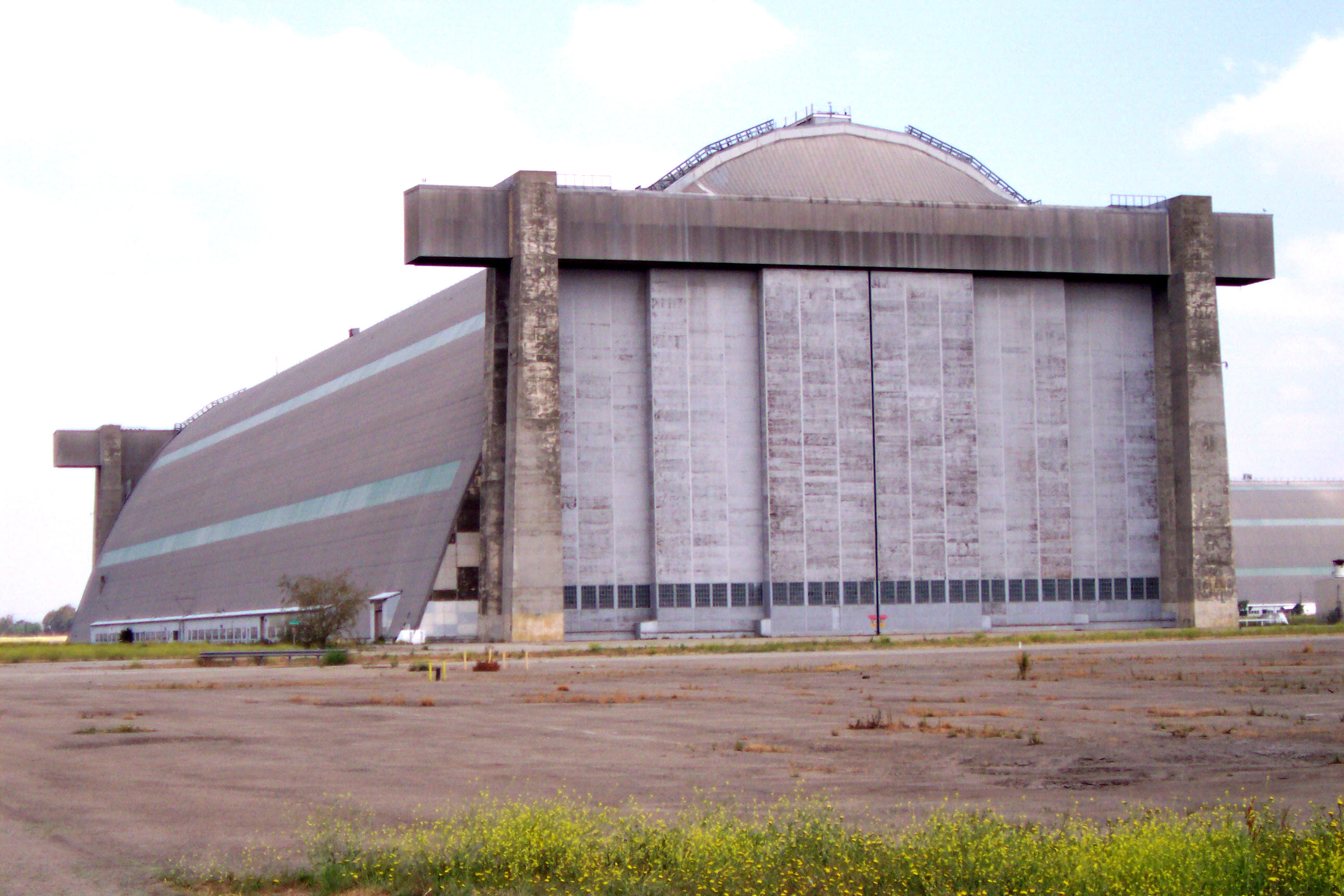
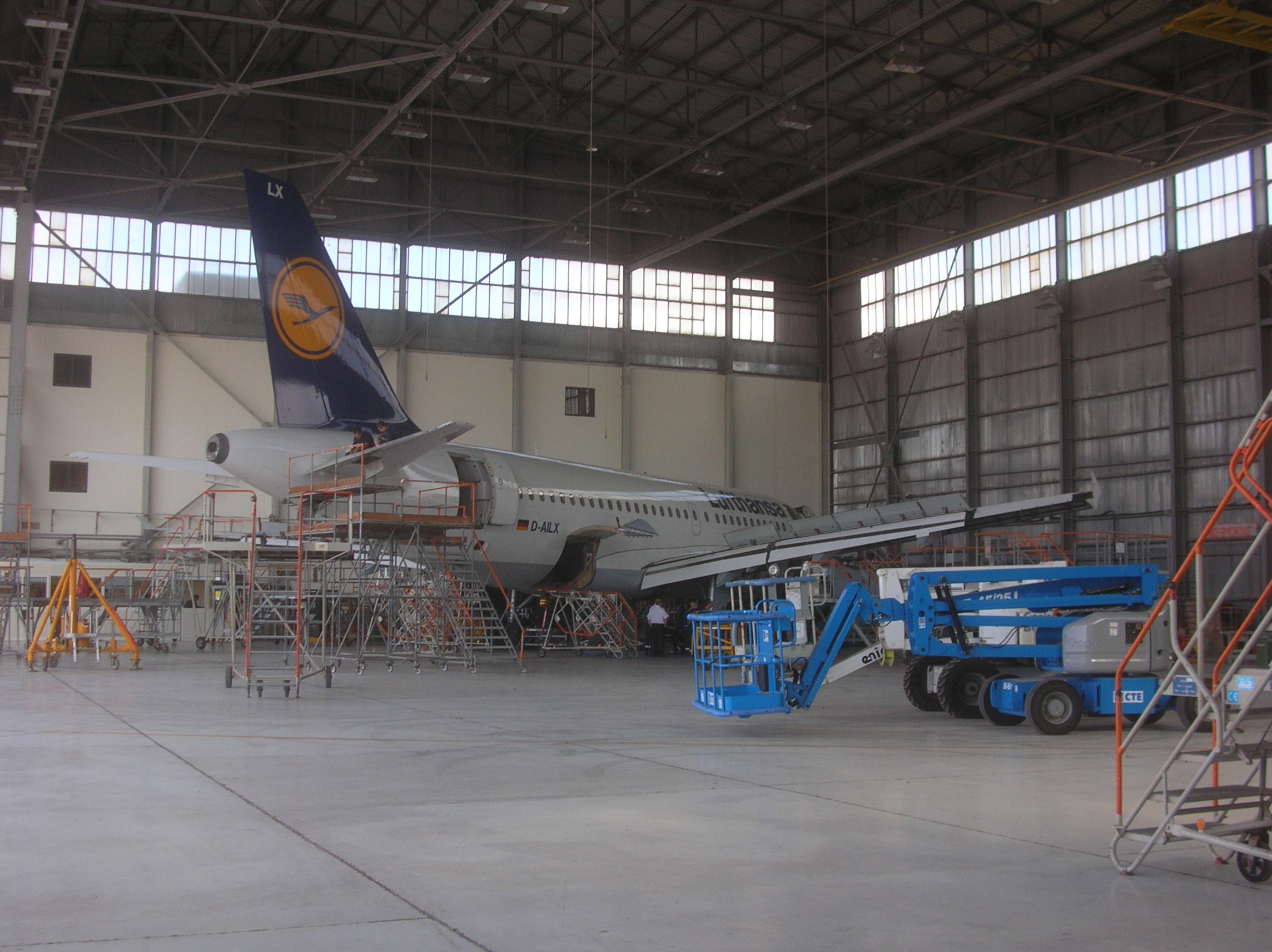
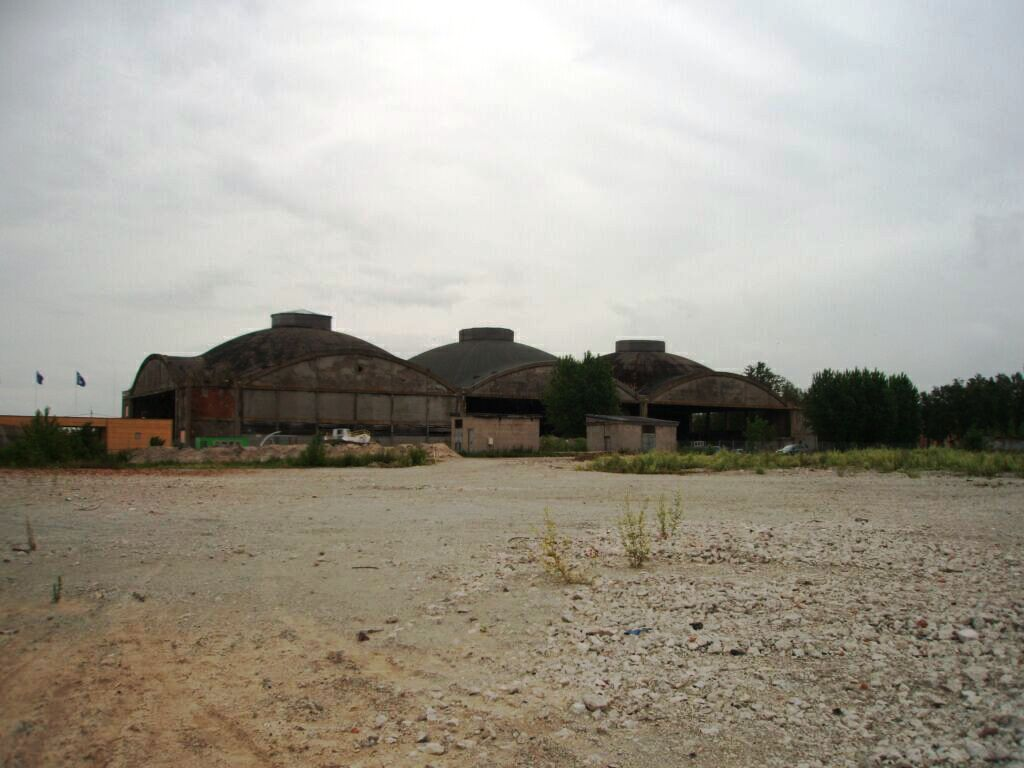
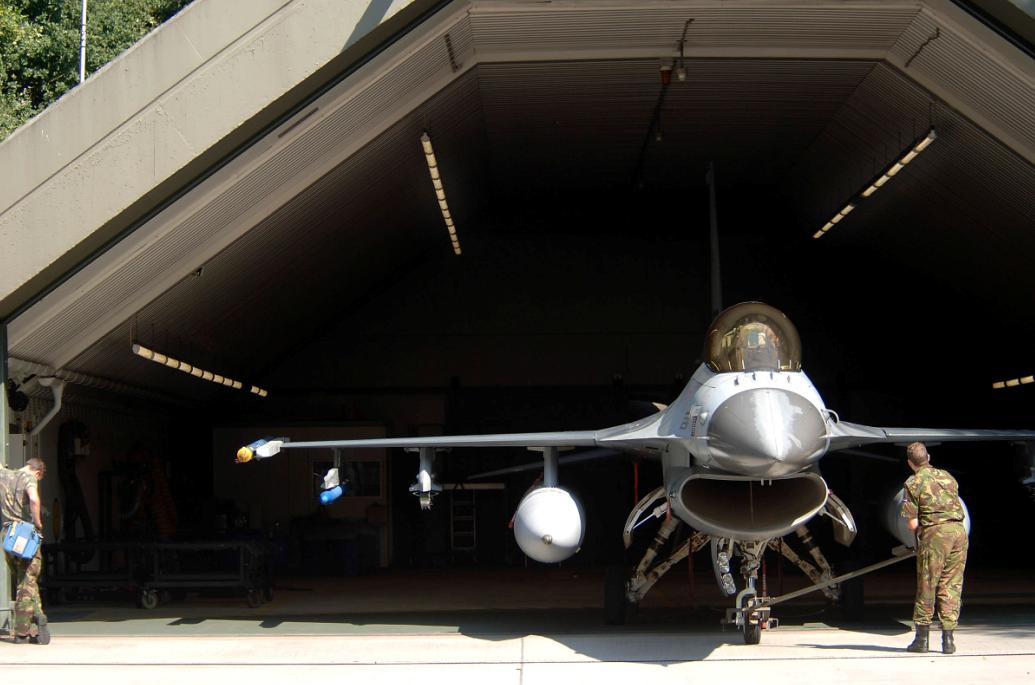
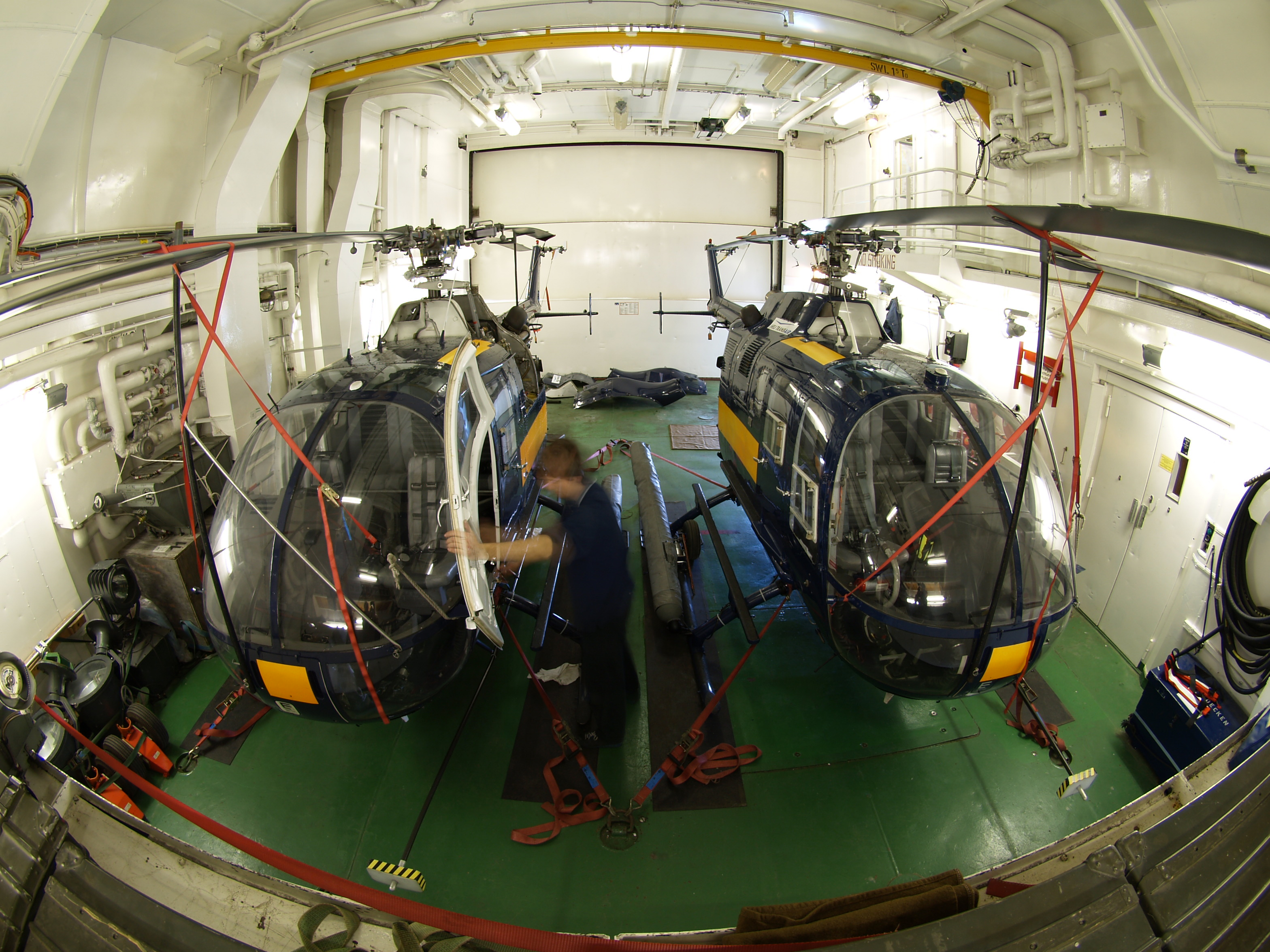
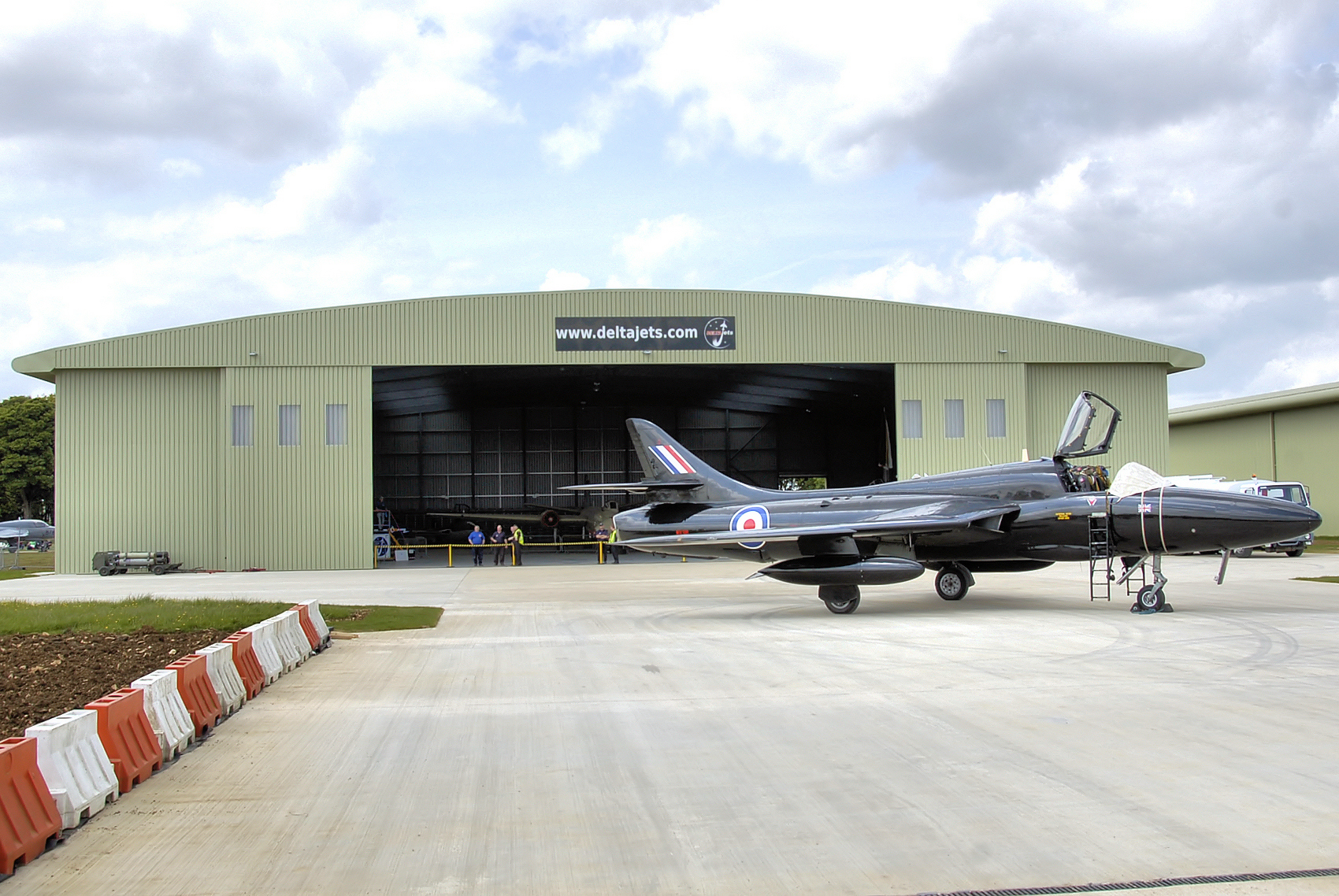
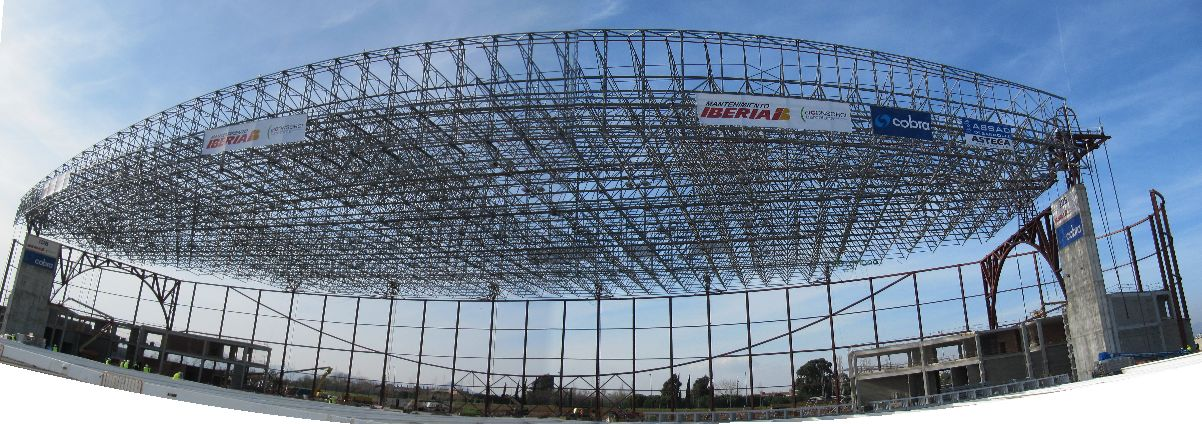